# Carl Canow
Carl Georg Nicolaus Canow (* 9. Januar 1814 in Wismar; † 30. Oktober 1870 ebenda) war ein deutscher Maler aus Mecklenburg.

## Leben
Carl Canow war das jüngere Kind des Schuhmachers Gabriel Johann Dietrich Canow (Kanow) und dessen Frau Maria, geb. Karow. Nach seiner Schulzeit machte er in Wismar und 1830/31 in Neubukow eine Malerlehre. Danach wurde er zunächst Schüler des in Wismar tätigen Malers Carl Düberg (1801–1849), der seinerseits in München gelernt hatte und auf einer Rom-Reise Kontakt zu den Nazarenern gefunden hatte.
Sodann besuchte er 1834–38 die Preußische Akademie der Künste in Berlin und wurde im Weiteren von August von Kloeber als Lehrer beeinflusst. 1840 nahm er an der Ausstellung der Berliner Akademie teil. Canow war im Wismar des 19. Jahrhunderts ein anerkannter Maler von Porträts und Genres. Er starb 1870 von eigener Hand und wurde auf dem Friedhof Wismar beigesetzt.
Zwei Bilder gelangten in die Sammlung der Staatsgalerie in Schwerin. Sein Nachlass und ein Querschnitt seines als lokales Zeitzeugnis bedeutsamen Wirkens befinden sich in der Sammlung des Stadtgeschichtlichen Museums der Hansestadt Wismar (Schabbellhaus).

## Werke

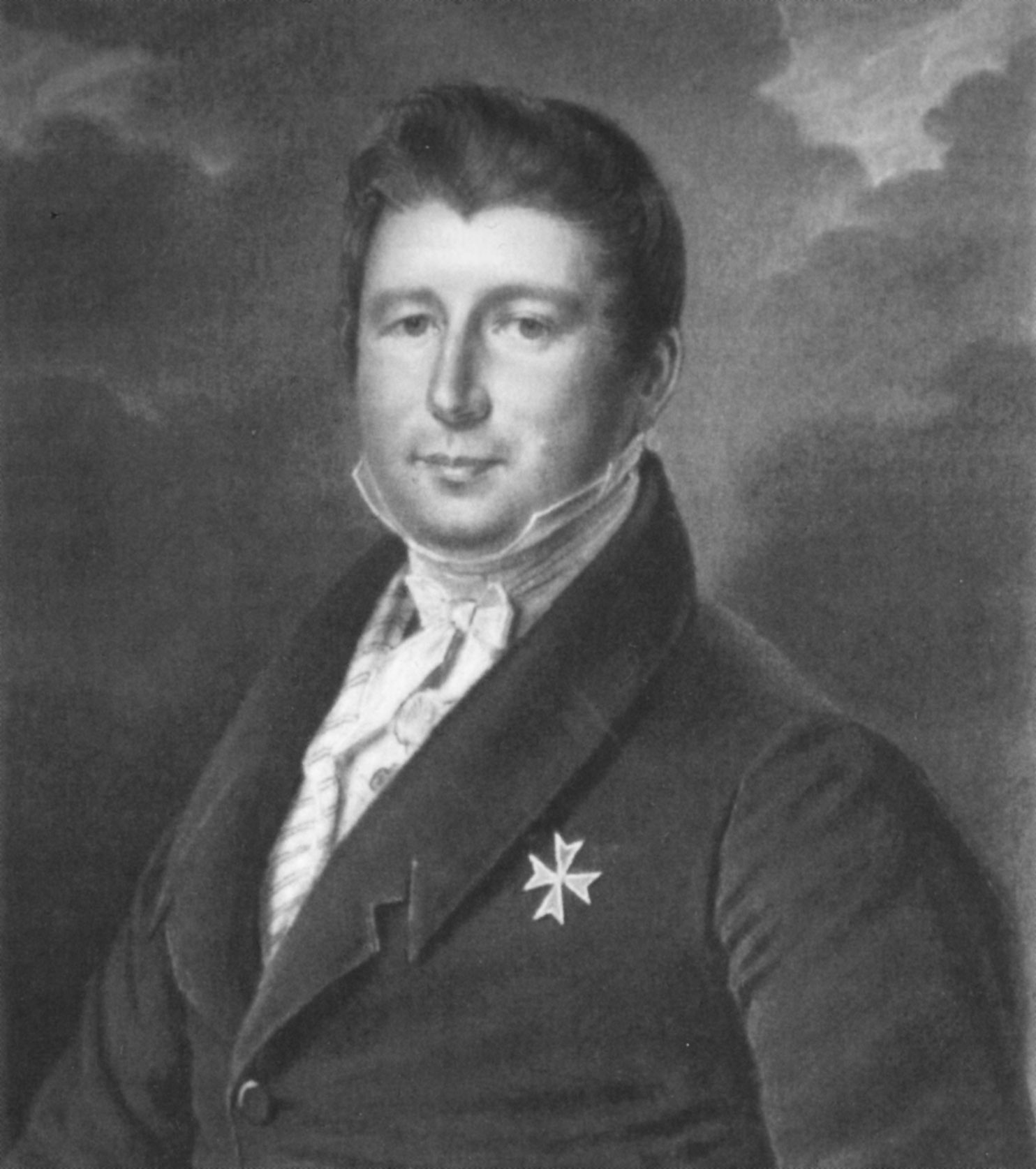
Porträt Theodor Diederich von Levetzow. Carl Canow, 1845

- Theodor Diederich von Levetzow (1845)[3]
- Altarbild Gethsemane in der Dorfkirche Camin (1854)[4]
- Fischermädchen (1860), in Schwerin
- Auf dem Eise (1862), in Schwerin
- Des Sängers Fluch (1862), Stadtgeschichtliches Museum der Hansestadt Wismar[5]